# Nintendo DSi
Nintendo DSi (яп. ニンテンドーDSi Нинтэндо: DSi) — третья модель игровой консоли Nintendo DS от компании Nintendo. Пришла на смену игровой консоли Nintendo DS Lite. Презентация состоялась 2 октября 2008 года в Токио. С 1 ноября 2008 года доступна в продаже в Японии по цене 18900 иен. В США стоимость на выходе составляла 190$. По состоянию на 30 ноября 2008 было продано более полумиллиона единиц новой игровой консоли. Продажи Nintendo DSi в Австралии начались 2 апреля 2009 года, в Европе 3 апреля, в Северной Америке — 5 апреля.

## Технические характеристики

Верхняя крышка DSi с модулем камеры

### Характеристики Nintendo DSi
- Экран — 3.25" с разрешением 256x192, оба, нижний — сенсорный.
- Процессор — 133 МГц, 1xARM9 + 1xARM7
- Оперативная память — 16 Мб
- Разъемы — Mini-jack 3.5mm, слот SDHC, зарядный порт (совместим со следующей моделью Nintendo 3DS)
- Габариты — 137x19x75 мм
- Вес — 214 г.
- Ёмкость аккумулятора — 840 мАч[4]

### Дополнительная информация
- Имеет 2 стерео-динамика, микрофон, 2 камеры: внешняя 0.3-мегапиксельная и внутренняя 0.3-мегапиксельная, Wi-Fi сеть[5].

### Отличия от Nintendo DS Lite
- На 12,3 % тоньше чем NDS Lite
- Две камеры VGA-разрешения (0,3 мегапикселей)[6]: на внешней стороне и внутри возле микрофона
- Экран размером 3,25 дюйма (у NDS Lite — 3 дюйма)
- Усовершенствованный динамик
- Убран GBA-разъём. Тем самым, прекращена обратная совместимость с GBA и устройствами, использующими этот разъём.
- Добавлена внутренняя флеш-память на 256 Мбайт
- Добавлен SDHC-слот

## DSi Shop
Nintendo DSi может соединяться с онлайновым магазином DSi Shop, подобном Wii Shop Channel. Используя «денежную» единицу Nintendo Points можно приобретать игры и приложения, которые могут быть загружены во внутреннюю память DSi либо на SDHC-карточку, вставленную в разъём устройства. Nintendo Points также могут быть использованы для Wii. Приложения могут быть бесплатными (DSiWare), либо стоить 200 (DSiWare200), 500 (DSiWare500) или даже от 800 (DSiWarePremium) Nintendo Points. При первом подключении к службе вам могли «подарить» 1000 DSi Points, но это предложение действовало до марта 2010 года.
Акция закончена.
DSi Shop доступен через приложение DSi Browser, доступное для загрузки. DSiWare-игры доступны в Японии начиная с декабря 2008 года. В зависимости от региона DSi в DSi Shop доступны разные приложения и игры.
30 сентября 2016 года Nintendo запретила добавлять DSi Points, а 31 марта 2017 года магазин был закрыт.

## DSi XL/LL

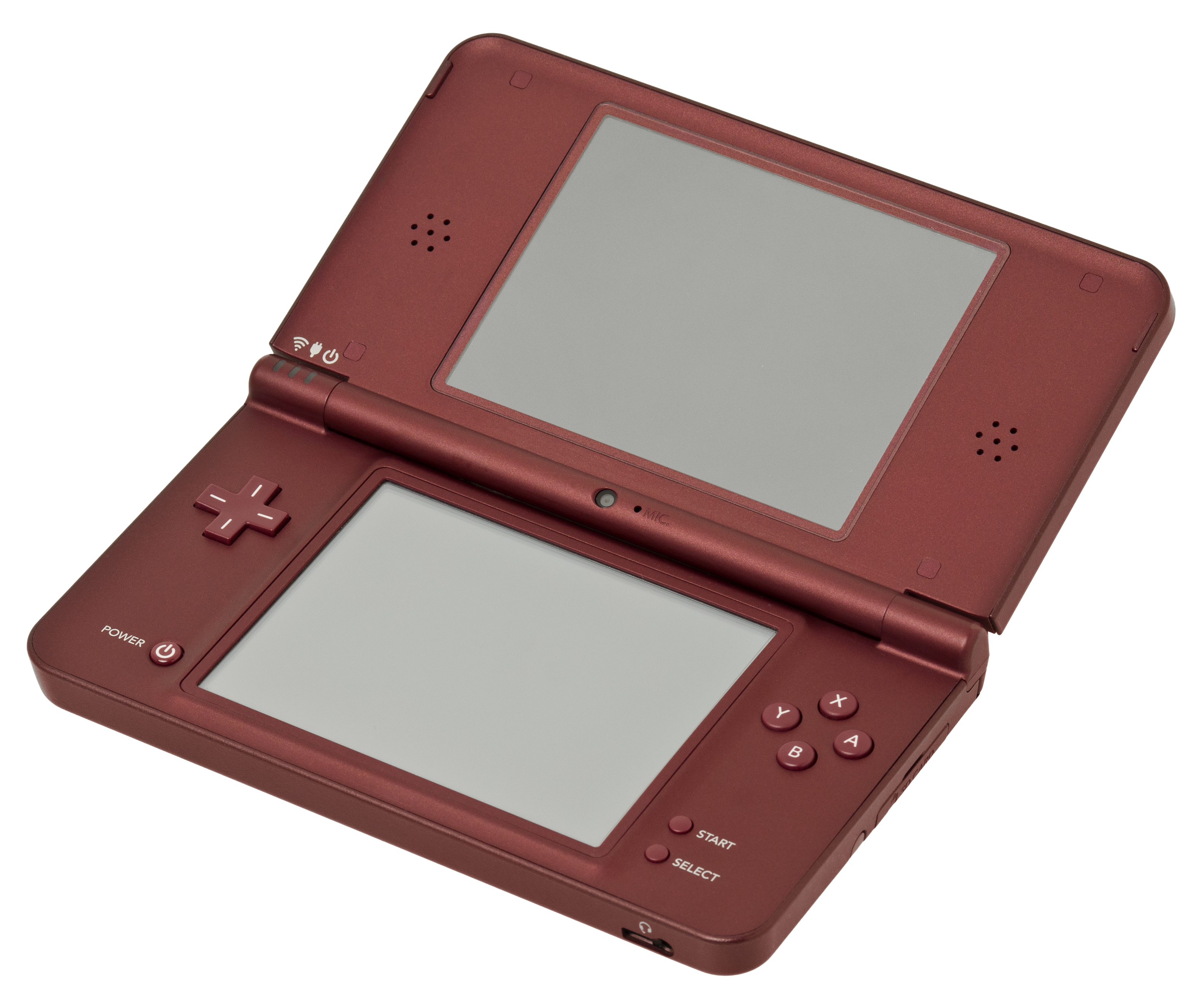
Nintendo DSi версии XL (LL для рынка Японии)

Обновленная версия портативной консоли DSi, в японской версии называется DSi LL, а в США и Европе — DSi XL. Улучшенная версия DSi отличается от оригинала увеличенным на дюйм экраном, удлиненным стилусом и предустановленным программным обеспечением Nintendo DSiWare.
Релиз консоли состоялся 21 ноября в Японии, а на западе и в Европе — 28 марта 2010 года. Что же касается цены, то она возросла на $20 по сравнению с оригинальной DSi.

### Отличия от Nintendo DSi
Имеет большие дисплеи — 4.2" при том же разрешении, вследствие чего — увеличенные габариты, вес и ёмкость аккумуляторной батареи — 161x91x21 мм, 314 г и 1050 мАч соответственно.